# Kościół św. Jana z Kęt w Rumi
Kościół św. Jana z Kęt – rzymskokatolicki kościół parafialny znajdujący się w Rumi w dzielnicy Janowo. Jest siedzibą parafii św. Jana wchodzącej w skład dekanatu Reda, którego jest siedzibą.

## Historia
Powstanie parafii związane jest z powstaniem dużego osiedla mieszkaniowego w Rumi-Janowie. Pierwotnie teren nowego osiedla obejmowały parafie Najświętszej Maryi Panny Wspomożenia Wiernych i Podwyższenia Krzyża Świętego. Ponieważ wskutek powiększania się liczby mieszkańców nowego osiedla, istniejące kościoły w ww. parafiach nie były w stanie zaspokoić potrzeb wiernych, stąd decyzja o utworzeniu nowej parafii i budowie kościoła.

### Kalendarium
- 8 listopada 1984 – Kuria Biskupia w Pelplinie wystąpiła do Urzędu Wojewódzkiego w Gdańsku o wyrażenie zgody na utworzenie oddzielnej parafii w Rumi Janowie.
- 7 grudnia 1984 – biskup chełmiński Marian Przykucki wydał dekret erygujący parafię pod wezwaniem św. Jana z Kęt w Rumi, w dzielnicy Janowo, wydzielonej z terenu dwóch rumskich parafii (Najświętszej Maryi Panny Wspomożenia Wiernych i Podwyższenia Krzyża Świętego).
- 20 maja 1985 – ks. Andrzej Miszewski został wyznaczony proboszczem nowo powstałej parafii.
- 26 lipca 1985 – biskup Henryk Muszyński poświęcił plac kościelny, oraz odprawił Mszę świętą przy ołtarzu polowym pod drewnianą wiatą przy ul. Stoczniowców.
- 5 listopada 1986 – biskup chełmiński Marian Przykucki poświęcił kaplicę pw. św. Jana z Kęt.
- 1997 – proboszcz Włodzimierz Kozłowski rozpoczął przygotowania do wznoszenia kościoła. Autorami projektu, zatwierdzonego przez Kurię Metropolitalną w Gdańsku-Oliwie, byli inż. arch. Tadeusz Skwiercz i mgr Stanisław Kamiński.
- 3 września 1997 – parafia otrzymała kamień węgielny wyjęty z grobu św. Piotra Apostoła w Rzymie.
- 1998 – rozpoczęcie budowy kościoła.
- 20 czerwca 2000 – wprowadzenie relikwii św. Jana z Kęt.
- 20 października 2001 – pierwszy odpust parafialny na terenie kościoła. Podczas trwających prac budowlanych wykonano m.in. wejście główne, część wieży kościelnej, dach, dwupoziomowy chór.
- 24 marca 2002 – ks. proboszcz Włodzimierz Kozłowski dokonał poświęcenia krzyża, który następnego dnia został umieszczony na szczycie wieży kościelnej.
- 30 marca 2002 – nastąpiło poświęcenie figury Chrystusa Ukrzyżowanego, wykonanej przez Tadeusza Szpunara z Krakowa z przeznaczeniem na umieszczenie jej na centralnej ścianie prezbiterium nowego kościoła.
- 9 maja 2002 – dotarł dzwon „Maryja Fatimska” wykonany w odlewni Felczyńskich w Przemyślu, który w dzień odpustu (20 października) został poświęcony przez abpa Gocłowskiego, a w ciągu kilku następnych dni został zawieszony na wieży. Dzwon ten wydaje ton d”[3].
- 2003 – wykonano większość prac dekoracyjnych wewnątrz kościoła, m.in. wstawiono 13 witraży, wykonano postacie świętych polskich, oraz stacje Drogi Krzyżowej. Zakupione zostało również wyposażenie liturgiczne.
- 2004 – prace wykończeniowe, w trakcie których m.in. zainstalowano pozostałe witraże i odmalowano dolną część kościoła.
- 29 maja 2004 – arcybiskup Tadeusz Gocłowski dokonał poświęcenia kościoła.

Źródło: Parafia pw. św. Jana z Kęt.

## Galeria

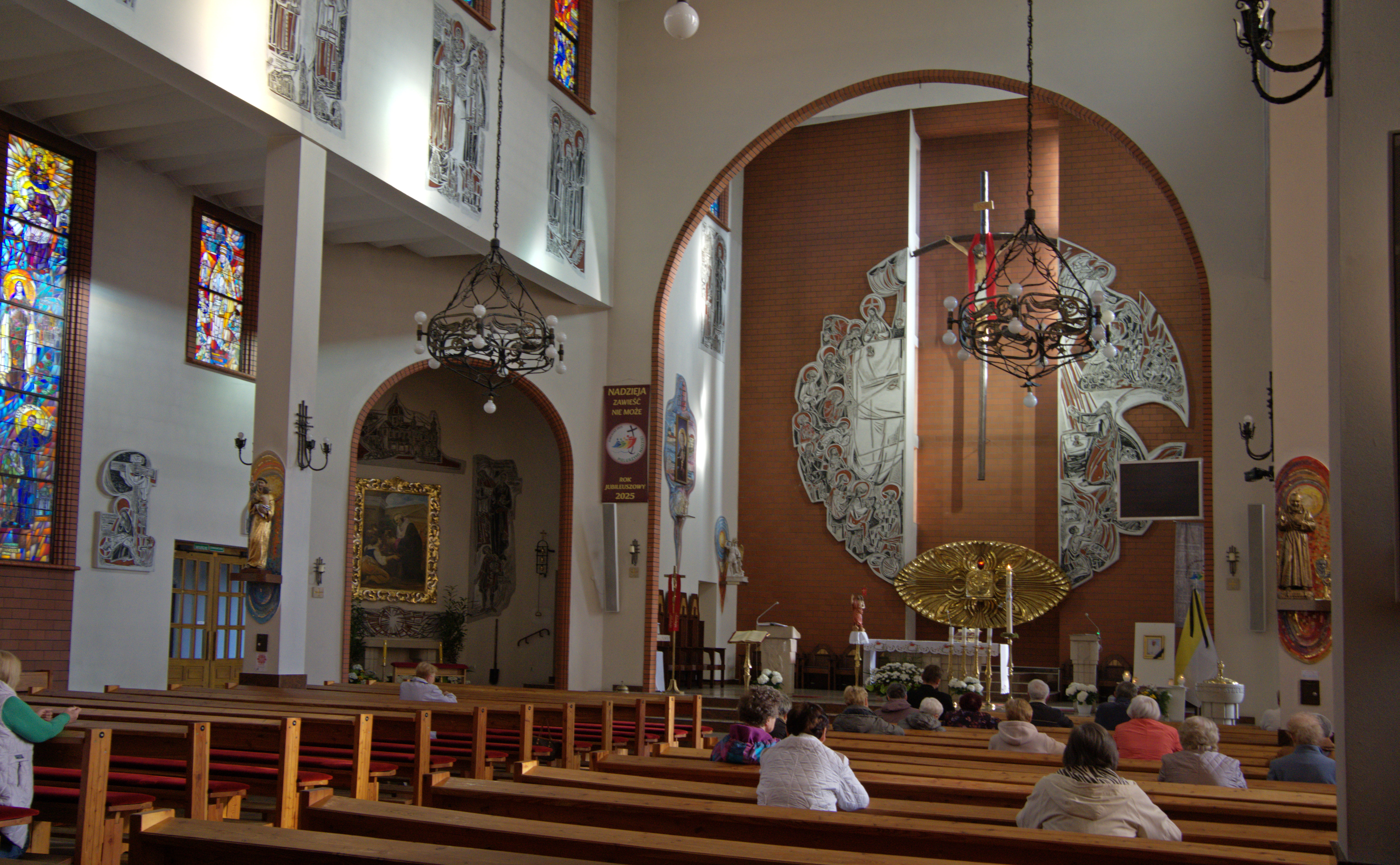
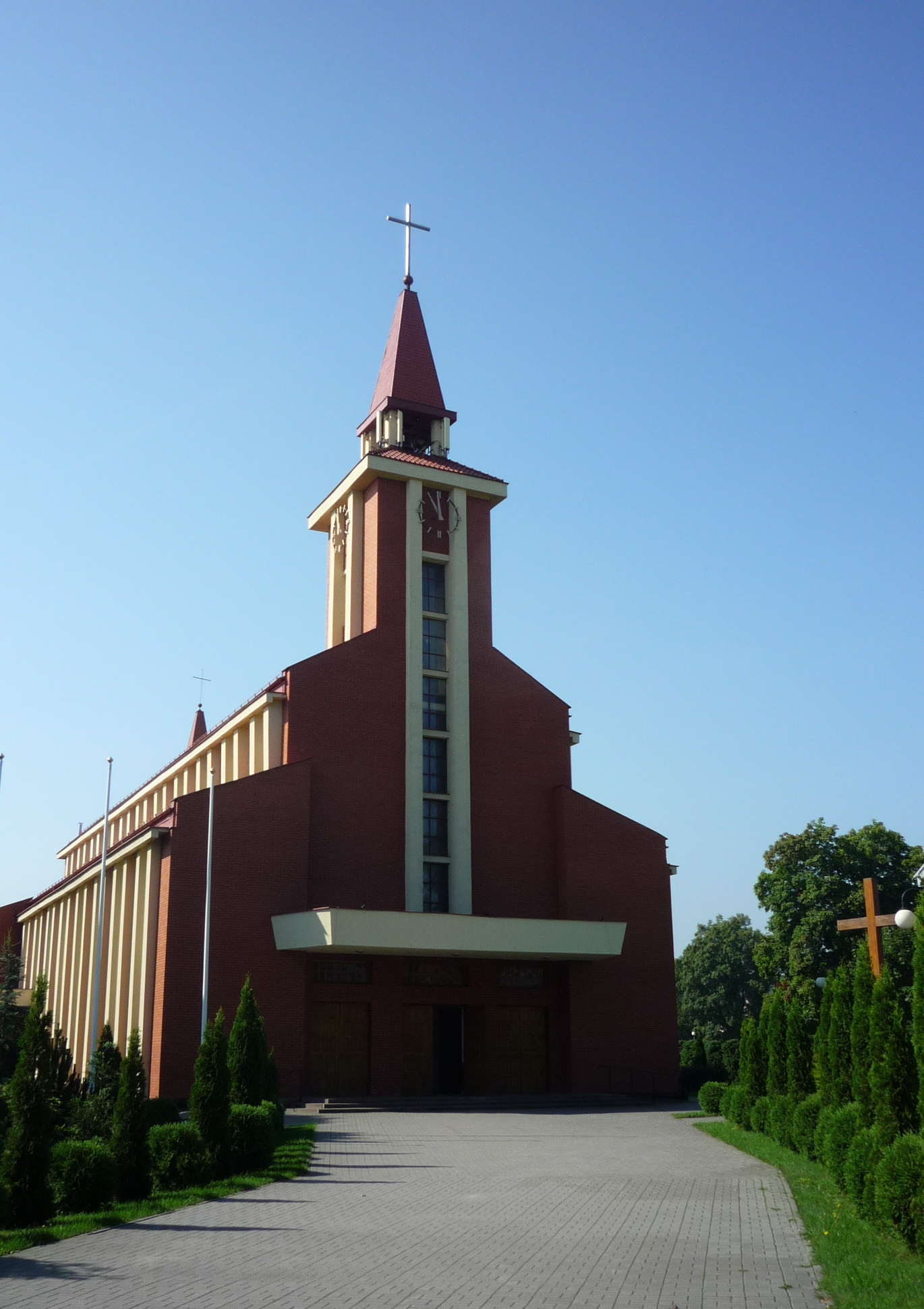
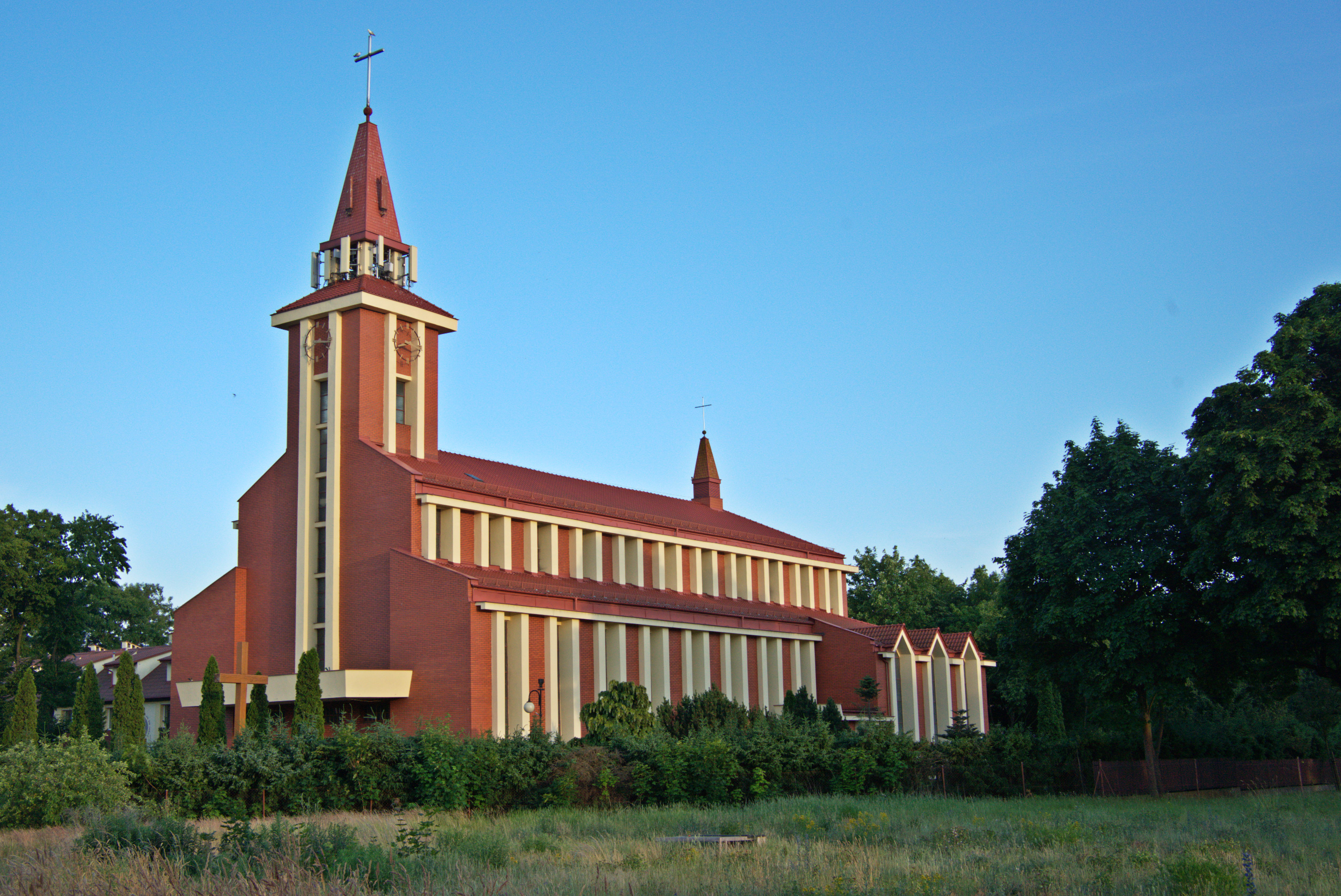
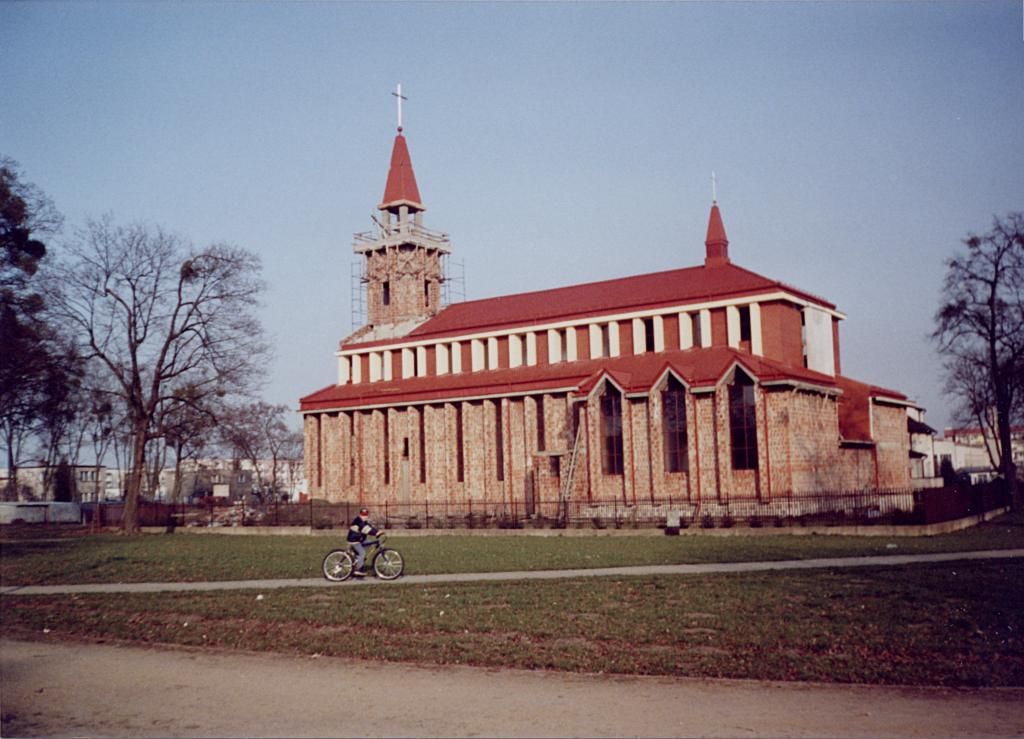
Kościół w trakcie budowy